# Głodno (województwo lubelskie)
Głodno – wieś w Polsce położona w województwie lubelskim, w powiecie opolskim, w gminie Łaziska. Leży  w odległości ok. 3 km od prawego brzegu Wisły około 5 km od  siedziby gminy.
| SIMC    | Nazwa          | Rodzaj    |
| ------- | -------------- | --------- |
| 0385112 | Gibiele        | część wsi |
| 0385129 | Kolonia Głodno | część wsi |
| 0385135 | Stare Głodno   | część wsi |
| 0385141 | Wylągi         | część wsi |

Wieś stanowi sołectwo w gminie Łaziska. Według Narodowego Spisu Powszechnego z roku 2011 wieś liczyła 254 mieszkańców.

## Historia
Od roku 1270 własność klasztoru świętokrzyskiego jak Braciejowice. Wieś benedyktynów świętokrzyskich w powiecie urzędowskim województwa lubelskiego w 1786 roku.
W latach 1470-80 graniczy z Kamieniem i Łaziskami (Długosz L.B.t.III s.242)
W latach 1975–1998 miejscowość administracyjnie należała do ówczesnego województwa lubelskiego.